# Spencer Livermore, Nam tước Livermore
Spencer Elliot Livermore, Nam tước Livermore (sinh ngày 12 tháng 6 năm 1975) là một chuyên gia chiến lược và truyền thông của Đảng Lao động Anh. Vào ngày 21 tháng 10 năm 2015, ông đã được tạo ra một huân tước suốt đời, lấy danh hiệu Nam tước Livermore, của Rotherhithe trong London Borough of Southwark.
Ông từng làm cố vấn cho chính phủ Lao động mới từ năm 1997 đến 2008, với tư cách là Giám đốc Chiến lược cho Thủ tướng tại 10 phố Downing và là Cố vấn Chiến lược trưởng cho Thủ tướng của Bộ Tài chính trong Kho bạc.
Ông cũng từng là cố vấn cấp cao trong bốn chiến dịch Bầu cử Tổng quát: 1997, 2001, 2005 và 2015, với The Guardian mô tả ông là một trong những người vận động bầu cử có kinh nghiệm nhất trong Đảng Lao động. Philip Gould mô tả ông trong Cuộc cách mạng dang dở là một trong bảy người đã nghĩ ra chiến lược cho các chiến dịch tổng tuyển cử năm 2001 và 2005 giành chiến thắng trong cuộc bầu cử.
Ông hiện là một đối tác tại Britain Thinks, một công ty tư vấn chiến lược và hiểu biết quốc tế. Ông là người sáng lập công ty tư vấn chiến lược Ba mươi sáu chiến lược và là Giám đốc chiến lược tại công ty tư vấn truyền thông Blue Rubicon có trụ sở tại London. Trước đây, ông là Chiến lược gia cao cấp tại công ty quảng cáo Saatchi & Saatchi.

## Tuổi thơ
Livermore lớn lên ở Wickford, Essex và học tại trường trung học Beauchamp ở đó và Basildon College, trước khi lấy bằng BSc (Econ) tại Trường Kinh tế Luân Đôn, ông tốt nghiệp năm 1996.

## Đời tư
Spencer đã kết hôn với Seb Dance, cựu MEP, người đại diện cho khu vực Luân Đôn cho Đảng Lao động. Họ sống ở Rotherhithe.